# إرنست سيمون (أستاذ جامعي)
إرنست سيمون (بالألمانية: Ernst Simon)‏ (بالعبرية: עקיבא ארנסט סימון‏) هو فيلسوف ومؤرخ إسرائيلي وألماني، ولد في 1899 في برلين في ألمانيا، وتوفي في 18 أغسطس 1988 في القدس في إسرائيل.
وقد شارك في تأسيس حزب إيهود، وهو حزب سياسي في فلسطين فترة الانتداب كان داعماً لمقترح حل الدولة ثنائية القومية.